# Dele Aiyenugba
Bamidele "Dele" Mathew Aiyenugba (Jos, Nigéria, 1983. november 20. –) nigériai labdarúgó, aki jelenleg a Bné Jehudában játszik kapusként.

## Pályafutása
Aiyenugba 1998-ban kezdte pályafutását az akkor még Kwara Stars néven ismert Kwara Unitedben. 2001-ben innen került Nigéria egyik leghíresebb csapatához, az Enyimba Internationalhez. 2007 óta az izraeli Bné Jehuda játékosa, ahol ő az első számú kapus.

## Válogatott
Aiyenugba 2005-ben debütált a nigériai válogatottban. Részt vett a 2006-os, a 2008-as és a 2010-es afrikai nemzetek kupáján. Behívót kapott a 2010-es világbajnokságra is.

## Külső hivatkozások
- Válogatottbeli statisztikái

## Fordítás
- Ez a szócikk részben vagy egészben  a   Dele Aiyenugba című angol Wikipédia-szócikk fordításán alapul.  Az eredeti cikk szerkesztőit annak laptörténete sorolja fel. Ez a jelzés csupán a megfogalmazás eredetét és a szerzői jogokat jelzi, nem szolgál a cikkben szereplő információk forrásmegjelöléseként.